# Dragica Noe
Dragica Noe, slovenska inženirka strojništva, * 12. oktober 1946, Iljaševci. 
Osnovno šolo je obiskovala v Križevcih pri Ljutomeru, gimnazijo v Murski Soboti ter Fakulteto za strojništvo na Univezi v Ljubljani, kjer je leta 1991 doktorirala iz tehniških znanosti.
Zaposlena je bila v tovarni Elma Črnuče in na Fakulteti za strojništvo. Pridobila je naslov Izredni profesor za področje strege, montaže in pnevmatike na katedri za obdelovalne tehnologije na Fakulteti za strojništvo.

## Vir
- dr. Dragica Noe. nationalgeographic.si
- Najboljša ekipa za Log-Dragomer. 1. november 2018. sds.si